# 法尼翁
法尼翁（法語：Fagnon，法語發音：[faɲɔ̃]）是法国大東部大區阿登省的一个市镇，属于沙勒维尔-梅济耶尔区。

## 地理
法尼翁（49°44'11"N, 4°38'8"E）面积9.98 平方千米，位于法国大東部大區阿登省，该省份为法国北部内陆省份，西接埃纳省，南至马恩省，东临默兹省，北与比利时接壤。
与法尼翁接壤的市镇（或旧市镇、城区）包括：格吕耶尔、让丹、蒙迪尼、讷维尔莱蒂、坦勒穆捷、瓦尔克。

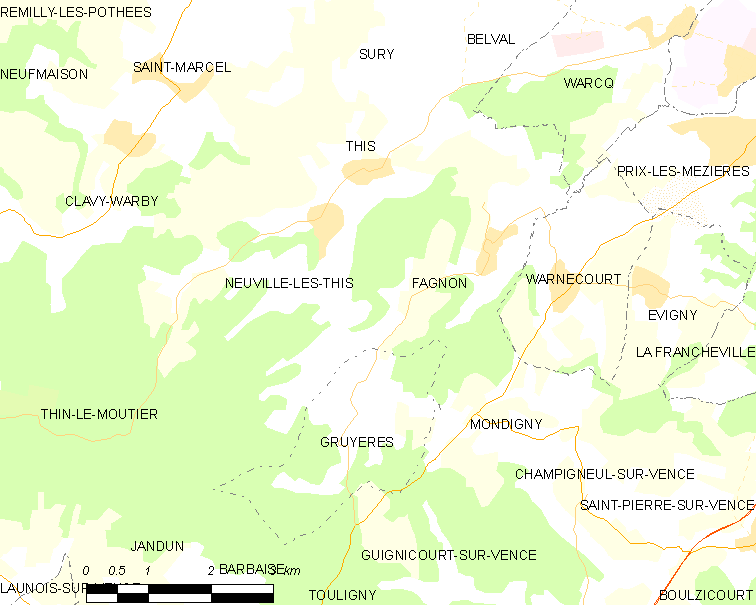
法尼翁的OSM定位图

法尼翁的时区为UTC+01:00、UTC+02:00（夏令时）。

## 行政
法尼翁的邮政编码为08090，INSEE市镇编码为08162。

## 政治
法尼翁所属的省级选区为沙勒维尔-梅济耶尔第一县。

## 人口

1962-2008年间法尼翁人口变化图示

法尼翁于2022年1月1日时的人口数量为341人。